# 北京飯
北京飯（ぺきんはん）は愛知県安城市を中心に出されている玉子丼に豚の唐揚げを乗せたご当地グルメである。

## 歴史

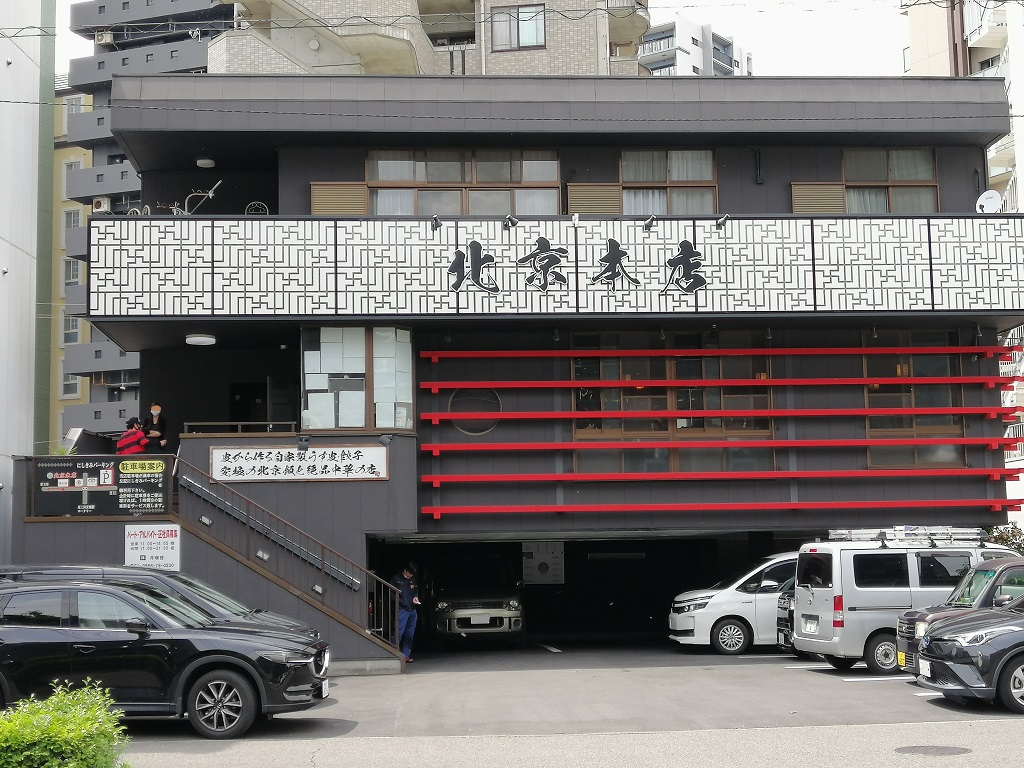
中国料理北京本店（安城市三河安城本町）

「中国料理 北京本店」（安城市三河安城本町）の初代店主がまかないで卵料理を作る際に誤って別のたれをこぼしたことがきっかけで誕生する。その後試行錯誤を重ね完成した。北京飯は店の名前にちなんで名付けられており、中国との直接な関係はない。

## 概要

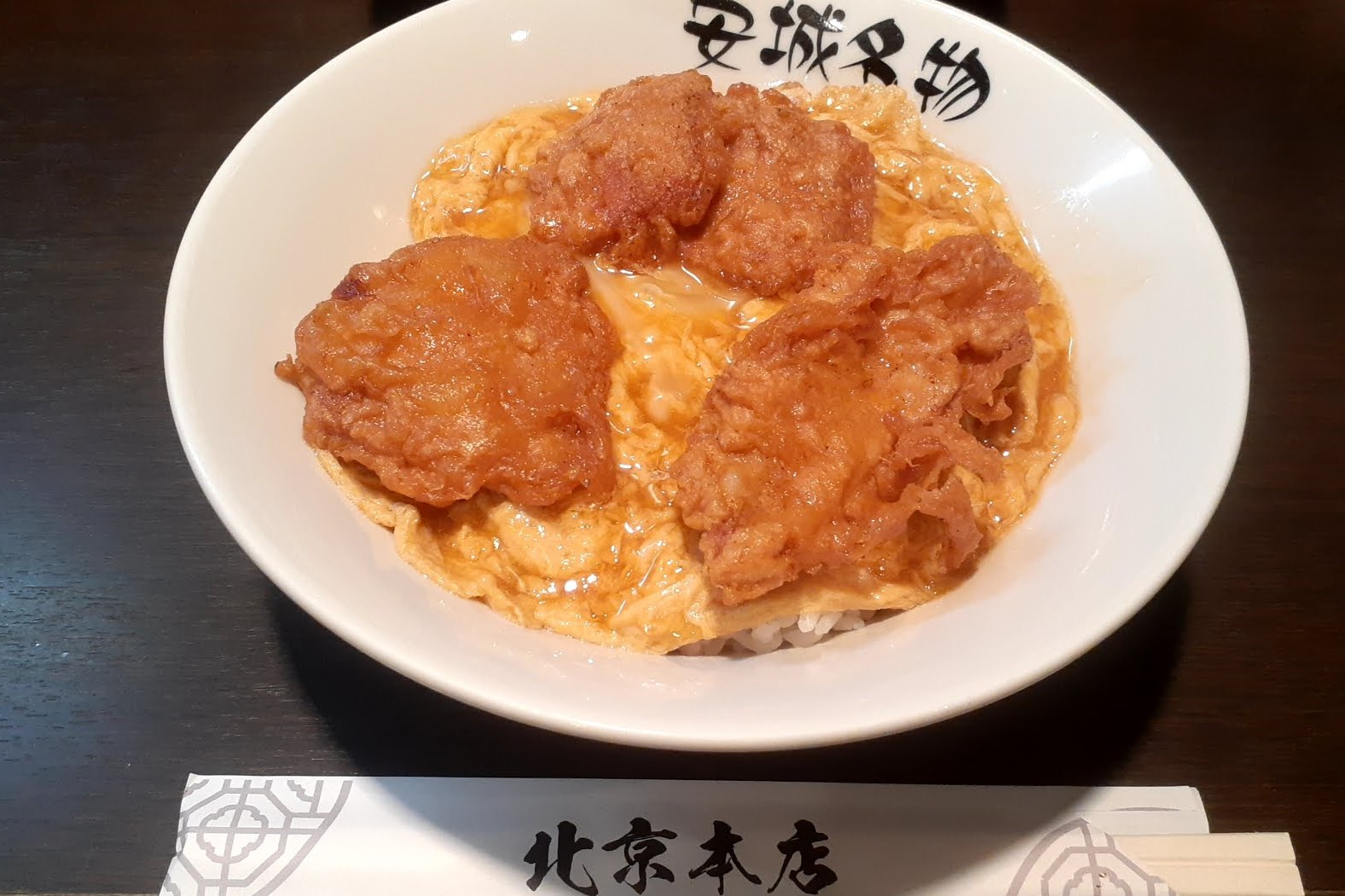
北京飯（2021年撮影）

食感をよくするためにから揚げに使う粉は小麦粉ではなく片栗粉を用いている。
現在1年半以上の開発期間をかけて缶詰としても商品化されている。缶詰は玄米とブロック肉を用い、甘辛のしょうゆベースのタレで煮込んだ。本店の近くの三河安城南町に事務所を構え、店にもよく通うという大村秀章知事も試食し、絶賛したとされる。そのほか冷凍食品としても販売されている。
また「北京飯DX」などいくつかバリエーションがあり、安城市役所でも販売されている。
派生商品として豚のから揚げの代わりに鶏の唐揚げを用いた南京飯というのも販売されている。